# Justyna Ratajczak
Justyna Ratajczak (ur. 29 czerwca 1985) – polska lekkoatletka uprawiająca skok o tyczce.

## Kariera
W 2004 r. zajęła 4. miejsce na mistrzostwach świata juniorów w Grosseto. W tym samym roku zdobyła w Spale tytuł halowej mistrzyni Polski juniorek. W następnym roku zwyciężyła w młodzieżowych mistrzostwach Polski, rozegranych w Krakowie, a na mistrzostwach Polski seniorek w Białej Podlaskiej zajęła 4. miejsce. Wynik ten powtórzyła na kolejnych mistrzostwach Polski, rozegranych w 2006 r. w Bydgoszczy.

## Rekordy życiowe
- 4.20 (otwarty stadion, Biała Podlaska 25.06.2005)
- 4.10 (hala, Spała 24.02.2008 & 22.02.2009)